# Джонс, Луис
Луис Джонс (англ. Louis Woodard «Lou» Jones III; 15 января 1932, Нью-Рошелл, Нью-Йорк — 3 февраля 2006, Нью-Йорк, Нью-Йорк) — американский легкоатлет (бег на короткие дистанции), чемпион Панамериканских игр и летних Олимпийских игр 1956 года в Стокгольме, рекордсмен мира.

## Биография
В 1950 году Джонс окончил школу в Нью-Рошелле и поступил в Манхэттенский колледж. В колледже он изучал администрирование бизнеса и стал лидером легкоатлетической команды, завоевав титул чемпиона IC4A в беге на 440 ярдов. В 1954 году, после окончания колледжа, Джонс пошёл служить в американскую армию, где продолжал занятия лёгкой атлетикой. На Панамериканских играх 1955 года в Мехико он пробежал 400 метров за 45,4 секунды, на 0,4 секунды улучшив мировой рекорд. На следующий год в Лос-Анджелесе на отборочных соревнованиях на Олимпиаду Джонс установил новый мировой рекорд — 45,2 секунды.
На Олимпиаде выступал в беге на 400 метров и эстафете 4×400 метров. В первом виде Джонс пробился в финальную стадию, где с результатом 48,1 секунды занял пятое место. В эстафете команда США (Чарльз Дженкинс, Луис Джонс, Джесс Мэшбёрн, Том Кортни), за которую Джонс бежал на втором этапе, со временем 3:04,8 секунды стала олимпийской чемпионкой, опередив команды Австралии и Великобритании.
После завершения службы в армии Джонс поступил в учительский колледж Колумбийского университета, чтобы продолжить обучение. После окончания учёбы в 1960 году он вернулся в свою школу, где стал учителем и тренером. Через пять лет он стал главой школьной администрации. В 1968 году он стал профессором департамента здоровья и физического воспитания колледжа Куинсборо Городского университета Нью-Йорка. Через год он стал деканом студенческого персонала Манхэттенского колледжа. Вышел на пенсию в 1991 году. Скончался от осложнений диабета. Был введён в Зал спортивной славы Манхэттенского колледжа.